# Ibstone
Ibstone (précédemment appelé Ipstone) est un village du Buckinghamshire, Angleterre. Le village est situé sur les Chilterns et à 3 km au sud de Stokenchurch. Le village est à la frontière de l'Oxfordshire.
Le nom du village est d'origine anglo-saxonne. Il signifie "Hibba's boundary stone" faisant référence à sa position frontalière avec l'Oxfordshire.

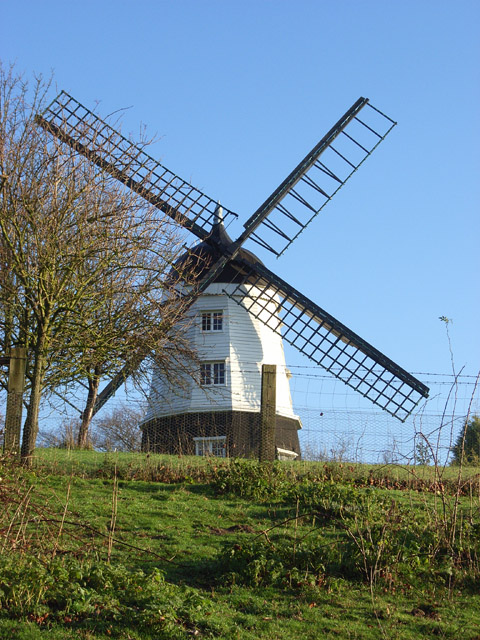
Moulin à vent de Cobstone, Ibstone

On y trouve le moulin à vent de Cobstone Windmill. Il fut construit vers 1816. 
Il est original de par sa forme. En effet, il est constitué de douze côtés. Une partie de sa machinerie fut préservée. 
On peut le voir dans l'épisode Le Château de cartes (The House of Cards), dans la série TV Chapeau melon et bottes de cuir (Deuxième série ; The New Avengers).